# Parafia św. Marona w Greenslopes
Parafia św. Marona w Greenslopes – parafia katolicka, należąca do archidiecezji Brisbane.
Parafia w Greenslopes jest jedną z parafii obrządku maronickiego.